# 日立 世界・ふしぎ発見!
『日立 世界・ふしぎ発見!』（ひたち せかい・ふしぎはっけん、英語: Discovery of the World's Mysteries）は、1986年（昭和61年）4月19日 から2024年（令和6年）3月30日までTBS系列で放送され、以降はスペシャル番組として放送されているクイズ番組。略称は『ふしぎ発見!』。TBSとテレビマンユニオンの共同製作で、日立製作所または日立グループの単独提供であった。

## 概要
世界各地の歴史、風土、文化などの不思議、謎、ミステリーについて、現地取材のレポートをスタジオで総合司会者と解答者がクイズやトーク形式で紹介する。初期の番組宣伝や第1回放送冒頭の草野仁の挨拶では「トーク&クイズショー」と銘打っていた。初期には「アタマもはしゃぐサタデーナイト」というキャッチコピーも存在した。1986年4月19日 より放送開始され、38年に渡って放送が続いた長寿番組である。
各国の遺跡や自然遺産などをテレビ番組として初取材することも多く、日本のテレビメディアでは初めて2007年にエジプトのミイラ発掘現場で棺引き上げ作業を取材している。取材対象国は、日本、アメリカ（177回）、中国（124回）、フランス（122回）、イギリス（106回）、イタリア（104回）、エジプト（84回）、インド（45回）、ペルー（40回）、メキシコ（39回）、ドイツ（34回） の順で各国に亘る。2000年代以降は、直近の公開予定映画とタイアップした企画が放送されることも多い。
2020年から2022年にかけては新型コロナウイルスの世界的流行の影響で海外でのロケに制約が発生していることに伴い、日本国内を題材にした回を例年より多くしたり、国外を取り上げる際も現地在住者をリポーターに起用するなどして対応した。2022年7月ごろから徐々に従来の海外ロケを再開していった。
番組趣旨は当初から一貫しているが、番組構成やルールは時代ごとに変えながら続けている。また演出面でもシンキングタイムの割愛や画面上部の状況説明・番組ロゴのテロップ、VTR中のワイプの導入、開始当初から行われていた冒頭の司会者挨拶の撤廃、問題の間のCM挿入タイミング変更、ボッシュートの廃止など、その時代ごとの主流演出が取り入れられている。
JNN28局で放送する日立グループの単独スポンサー番組で、1997年9月以前は日立製作所の一社提供番組だが、10月以後は「日立グループ」各社の提供である。番組枠を越える企業名宣伝を回避するため、前番組『日立テレビシティ』時代と同様に番組表への記載とCMや前番組終了後のジャンクションでは「日立」を省き「世界・ふしぎ発見!」をタイトルに用いている（詳細は後述）。『世界遺産』とは異なり、日本国内が取材対象の場合も地元系列は制作協力に加わらない（ただし地元系列局向けに当該回の番宣CMを制作することはある）。
2006年4月8日からはハイビジョン化されており、2005年10月よりステレオとなる。
2011年3月12日は前日に発生した東日本大震災（東北地方太平洋沖地震）に関するJNN報道特別番組のため休止となった。
2020年5月9日は、コロナ禍によって海外でのロケが困難であることを理由に、『新・情報7days ニュースキャスター』（本番組の直後にTBS放送センターAスタジオから放送される生放送番組）の拡大版を急遽編成したため、休止となった。
2022年7月9日は前日に発生した安倍晋三銃撃事件関連のニュースのため、こちらも同様に『Nキャス』の拡大版を放送するため放送休止となった。
2023年4月15日より、草野仁に代わり石井亮次（中京地区のネット局である中部日本放送→CBCテレビ出身のフリーアナウンサー）が2代目の総合司会に就任。番組開始時から司会を務めてきた草野仁は「クイズマスター」という肩書きで石井のアシスタントに移り、引き続き番組に出演。さらに、スタジオでアシスタントを務めてきた出水麻衣は「ミステリーハンター」に移動し、VTRで不定期に出演。

### レギュラー放送の終焉とその後
2023年10月6日、当番組が2024年3月にレギュラー放送を終了することを発表し、予定通り同年3月30日の放映をもって38年間、放送回数1702回の歴史に一度幕を閉じた。そして、後番組として『いくらかわかる金？〜世の中なんでもHOWマッチ〜』が2024年4月27日からスタートした。
最終回前の2024年3月16日、過去38年分の映像を集めた「ピラミッド・スフィンクス・ツタンカーメン古代エジプト三大ミステリースペシャル」を放送。3月30日に最終回「40000時間から厳選ふしぎ発見!ベストワン映像一挙大公開スペシャル」3時間番組で、名シーンを豪華ゲストと振り返ってレギュラー最後となった。最終回の新聞のラテ欄をL字読みすると「38年ありがとう今後は皆さんがミステリーハンターだ」と記されていた。
なお、1981年4月に開始した『Holiday』から43年間続いた、TBS系列における日立一社提供枠は当番組終了を機に幕を下ろすこととなった。これで地上波における全国ネット番組での日立一社提供番組は消滅し、2024年4月以降は『Rising Reysol!』（千葉テレビ放送、千葉県ローカルの柏レイソル 応援番組）のみとなる。
2024年11月9日、19時から3時間スペシャルとして放送、この回も日立が全編を単独で提供した。2025年3月22日の3時間スペシャルも、日立が全編単独提供で放送する予定。

### 受賞
- 「親が子どもに見せたい番組」のアンケート調査で第4位を獲得したことがある[21]。
- 「優良放送番組クイズ番組部門」第1位[22]。2008年9月[23] に自然や文化に対する興味を呼び起こし日本人の海外旅行に対する憧れを常に刺激し続けてきたことから、日本旅行業協会が旅行業の発展に寄与した政府観光局やメディアに対して贈る「ツーリズム大賞」を受賞している。
- 2018年、第34回ATP賞特別賞を受賞[24][25]。

## 出演者

### 総合司会
- 草野仁（元NHKアナウンサー、放送開始当初はTBS専属契約）
  - 初代総合司会。番組開始から2005年3月までは単独で総合司会を担当。アシスタント（TBS所属の女性アナウンサー）が加わった2005年4月から2013年7月6日放送分までは「スーパークイズマスター」という肩書きで出演していた[26]。放送開始当初から2023年3月まで総合司会を務め、2022年4月に『パネルクイズ アタック25』で放送開始当初から36年間総合司会を務めた児玉清が持つ、日本におけるクイズ番組史上最長の司会記録を更新した。VTRの前には「第○問[注 4]、ふしぎ発見!」とコールし、エンディングでは「ではまた来週[注 5]、不思議の世界でお会いしましょう、さよなら!」と言って番組を締めくくるのが定番だった。2023年1月28日、2月4日の回は新型コロナウイルスに感染して欠席。2022年度分をもって総合司会を勇退し、2023年4月15日放送分以降は「QUIZ MASTER」（クイズマスター）という肩書きで、後任の石井をサポートする役割を兼ねて引き続き出演。
- 石井亮次（フリーアナウンサー、元CBCアナウンサー）
  - 2代目総合司会。2023年4月15日より最終回まで司会を務めた。

#### アシスタント
2005年度から2022年度まで設けられていた。当初は女性TBSアナウンサーが単独で担当していたが、2019年6月15日放送分から2022年度までは岡田圭右（ますだおかだ）との2人体制であった。
- 小林麻耶
  - 2005年度から2008年度まで出演。TBS退社と同時に降板。
- 出水麻衣
  - 2009年度から2022年度まで出演。歴代最長の14年間出演していたが、2023年4月以降はミステリーハンターとして不定期出演。
- 小林悠
  - 出水が欠席時の代理出演。

### 解答者
レギュラー初回放送の解答席は左から黒柳徹子・野々村真・和田アキ子・井上順・板東英二となっていた。しばらくして席順が見直され、板東・野々村・黒柳が左から1・3・5枠席となり、2枠席と4枠席にはゲストが入る形で長年定着していた。レギュラー最終回放送はチーム制の形式をとり、左から1枠席が黒柳・中尾ミエ・デーモン小暮、2枠席が百田夏菜子・松井玲奈・カズレーザー、3枠席が藤井隆・DAIGO・LiLiCo、4枠席が野々村・YOU・岡田圭右の4チームであった。
1997年8月9日と8月16日、1998年7月25日と8月1日の4回は、一般公募による視聴者（いずれも社会科教師）が参加した。
- 黒柳徹子
  - 初回放送から出演。毎回着物で出演しており、解答者の中で唯一欠席がなかった[1]。通算成績は全問正解245回、トップ賞853回、通算正解率58.5％[1]。番組スタッフが前もって黒柳だけに回答を教えているという都市伝説があったが、黒柳はそれを否定[1]。実際は、事前にテーマだけは教えてもらうことが可能であり、クイズ対策のために都立中央図書館などで予習をしていた[1]。そのため、問題を制作するスタッフと遭遇することがあり、同じ資料を取り合うようなこともあったと述懐している[1]。
- 野々村真
  - 初回放送から出演しているが、初期は不定期出演であった。1991年4月27日放送分からレギュラー出演。2021年8月21日、9月18日放送分は自身が新型コロナウイルスに感染していたことに伴い、欠席している。
- 板東英二
  - 初回放送から出演しているが、初期の約3か月間は不定期出演であった。その後長らくレギュラー出演するが、2012年12月に自身の所得隠し問題が報じられた影響で、12月22日放送分を最後に出演を自粛し[注 6]、2013年2月9日付で正式に降板した[28]。その後、過去のアーカイブ映像からも一切出演していない編集となっていたが、最終回では映像がカットされることなく放送された。
- 和田アキ子
  - 最初期にレギュラー出演していた。番組最初期のルールにおいてガリンペイロ（後述）の無謀な賭けを繰り返して2回もマイナス10個になったにもかかわらず、一度も罰ゲームを受けなかった。降板の理由は諸説ある。
  - カンニング竹山が2024年3月13日放送のテレビ東京『何を隠そう...ソレが!』で、自身が和田から聞いた話として語ったことによると、黒柳徹子の正答率の高さについてプロデューサーのところに行き「黒柳さんだけに答え教えてるんちゃうの?」と言いがかりをつけたところ翌週に降板になったとされる[29]。
  - 草野仁が2024年4月10日放送のニッポン放送『ザ・ラジオショー』で語ったことによると、日本テレビの裏番組である1986年10月放送開始の『かっぺい&アッコのおかしな二人』に出演することになり降板したという[30]。
- 岡田圭右（ますだおかだ）
  - 当初はゲスト解答者として出演していたが、2019年1月19日放送の『1500回スペシャル』に『SPアシスタント』として単発担当。その後、同年6月15日放送分より正式にアシスタントに就任し、以降2022年度まで毎週レギュラー出演[注 7]。番組から公式なアナウンスはされなかったが、2023年4月22日放送分以降、自身と出水が担っていた役割を石井が担うため、ゲスト解答者に戻る事となった。
- 吉村作治
  - 初回放送ではミステリーハンターの黒田福美をルクソールに案内した。その後はゲスト解答者として出演。エジプト考古学の第一人者であり、ピラミッドや王家の谷など古代エジプトがテーマの場合は出題者側として出演した。
- 東貴博
- 中尾ミエ
- 土田晃之
- 羽仁進
- うじきつよし
- 山咲千里
- 内藤剛志
- 城戸真亜子
- 浅野ゆう子
- 井上順
- 森川由加里
- 秋野暢子
- 池田満寿夫
- 中村吉右衛門
- 川口浩 ほか

### ミステリーハンター
出題者。番組独自のリポーターが「ミステリーハンター」として、海外取材および出題を担当する。スタジオで進行する草野との対比で、主に劇団などに所属する女優やタレント、モデル、アナウンサーなどの女性が務めているが、内容によっては男性が務めるケースもある。初代ミステリーハンターは黒田福美で、最多出演は竹内海南江である。
- 1992年の放送第300回[5]、2002年の第800回[31]、2013年の第1300回を記念してミステリーハンターを一般公募した。第300回は2人、1992年5月9日の第301回[27] は2人がエジプトを取材した。第800回も2人がそれぞれペルーとルーマニアを取材し2003年1月4日のスペシャル[32][33] で放送され、第300回の1人と第800回の2人は後に数回出演している。第1300回は3人がそれぞれセネガル、インド、メキシコを取材して2013年12月14日のスペシャル回で放送された。
- 2014年度も一般公募から6人が選ばれ、2014年12月20日の第1342回に前編としてモンゴル、イタリア、グアテマラを担当した3人、2015年1月17日の第1343回に後編としてコスタリカ、タイ、インドを担当した3人が、それぞれが放送された。
- 2010年10月23日の2時間スペシャル[34] は通常のミステリーハンターのほかに、司会を含むレギュラー出演者とゲスト出演者が現地へ赴き取材した[35]（詳細は後述）。
- ミステリーハンターは原則スタジオへ登場する事は無い（例外として1989年7月29日の「ラップランド四季物語」のようにスタジオ出演したケースはごく稀にある）。

#### 歴代ミステリーハンター
カッコ内は2024年3月までの出演回数。
- 竹内海南江（296回[6]）
  - 1987年11月から出演。提供読みも担当。
- 坂本三佳（85回[6]）
- 浜島直子（70回[6]）
- 宮地眞理子（70回[6]）
- 水沢螢（66回[6]）
- 石井麻理（61回[6]）
- 諸岡なほ子（56回[6]）
- 長田江身子（55回[6]）
- 川幡由佳（40回[6]）
- 白石みき（38回[6]）
- 瀬戸カトリーヌ（瀬戸たかの）
- 村田香織
- 比嘉バービィ
- 鉢嶺杏奈
- 中田あすみ
- 三浦聡子
- 末吉里花
- 今井陽子
- 日記
- 野々すみ花
- 大杉亜依里
- 五島悦子（五島静）
- 中村英子
- 岡田茉奈
- 望月理恵
- 阿部まりな
- 篠原かをり
- 出水麻衣
- VANRI
- ジュリー・ドレフュス
- 岡田薫
- NANAKI（ななきさとえ）
- 吉本多香美
- 原理恵子
- 石橋奈美
- 中島亜梨沙
- 依吹怜
- 華恵
- 傳谷英里香
- 野口絵子
- 北村優衣
- 黒田福美
- 高橋真美
- 仁村紗和

#### ゲストミステリーハンター
- 相原勇（当時「Yasuko」名義）（第669回）
- 秋元真夏（当時「乃木坂46」所属）（第1506回）[36]
- 浅田真央（第1322回）[37]
- 浅野ゆう子（第371回、第415回、第456回）
- いしのようこ（第546回、第601回）
- 城戸真亜子（第587回、第644回）
- 工藤綾乃（第1535回）
- 古村比呂（第77回）
- 斎藤ちはる（当時「乃木坂46」所属。のちテレビ朝日アナウンサー。）（第1441回）
- 島崎和歌子（第490回）
- 高樹澪（第38回）
- 髙田万由子（第564回）
- 松井玲奈（当時「SKE48」所属）（第1285回）[38]
- マルシア（第342回）
- 森口瑤子（第577回、第598回、第640回、第664回、第700回）
- 山口智子（第322回）

#### 男性ミステリーハンター
- 阿部力（第1297回）
- 安東弘樹（当時TBSアナウンサー）（第838回）
- 今井翼（第1279回）
- うじきつよし（第407回、第457回、第508回、第573回、第605回、第676回）
- 越前屋俵太（第452回、第543回、第631回、第686回）
- 大槻ケンヂ（第628回、第654回）
- 筧晃司（第59回）
- グローバー（第1280回、第1293回）
- 春風亭昇太（第233回、第251回、第273回）
- 春風亭柏枝（第251回）
- 杉浦太陽（第933回）
- 武井壮（第1300回）
- 竹井輝彦（第262回）
- 立川志の輔（第1367回）
  - ミステリーハンターの宮地眞理子と共に出演。
- 辰巳琢郎（第565回、第597回）
- ダニエル・カール（第663回）
- 玉置宏（第283回、第342回）
- チャック・ウィルソン（第347回）
- 東儀秀樹（第646回）
- 中村莟玉（第1636回）
- 野々村真（1989年10月14日のスペシャル（第175回）[注 8]、2012年12月15日のスペシャル、2018年5月19日）
- 羽仁進（第175回、第607回）
- 濱田岳（第926回）
- 林家正蔵（当時「林家こぶ平」名義）（第296回）
- 原田龍二（第746回）
- 前川泰之（第1303回）
- 村井国夫（第584回）
- 村雨辰剛（第1595回）
- ユージ（2012年12月15日のスペシャル）
- 安田顕（第1674回）
- 渡部陽一（第1242回、第1287回）
- ハリー杉山
- 副島淳
- 千葉雄大（第1501回、第1553回、第1689回）
- 中山卓也
  - 男性ミステリーハンターとしては最多の28回出演している[39]。

#### 第300回記念一般公募ミステリーハンター
- 足利うづめ
- 山下陽子

#### 第800回記念一般公募ミステリーハンター
- 石川紗彩
- 松田小百合

#### 第1300回記念一般公募ミステリーハンター
- 大倉未沙都
- 武市萌実
- 宝城カイリ

#### ミステリーハンター大募集2014一般公募
- 伊藤文
- 神威アンジェラ
- 佐々木有美
- 藤川尚樹
- 前田悠利
- 山崎理美

## 特別編成
年末年始や毎年春・秋に放送される特別番組『オールスター感謝祭』及び2011年より毎年7月頃に放送される大型音楽番組『音楽の日』の放送日と重なる場合は休止となる。また、これ以外にも稀にオリンピックやサッカー・FIFAワールドカップ、世界陸上などといった国際的なスポーツ中継や単発特別番組により休止することもある。

## クイズのルール

### 1986年4月19日 - 9月27日
問題数は4問。金貨の入っている砂金袋（ガリンペイロと呼ばれていた）10個を予め持ち、解答時にこの中から解答への自信に応じてガリンペイロを賭け、正解の場合は賭けたガリンペイロが倍になり、不正解の場合は賭けたガリンペイロが没収（ボッシュート）される。正解者が賭けた分は倍になったガリンペイロと一緒に戻す。20個以上獲得すると「10」と書かれた10個相当を表すオブジェが解答席に立てられる。また、途中から草野が指定した問題（主に最終問題）に正解すれば賭け分に加えて10個相当の「大ガリンペイロ」がボーナスとして与えられるようになった。所持個数は次回の出演時に持ち越し、引き継がれる。
獲得数が50個に到達すると、「ミステリーグランプリ」として海外旅行（世界七不思議旅行）を獲得出来る。逆に全て失った場合は10個借りることが可能で、その分も尽きて「マイナス10個」になってしまうと失格となり、「ヘビだらけの中に放り込まれる」、「刑務所に入れられる」、「ビーチで風鈴売りをさせられる」などといった海外でのロケによる過酷な罰ゲームを受けなければならない。50個に達した場合は次の問題から、マイナス10個で罰ゲームを受けた解答者は次回の出演時にいずれもリセットされて10個から再スタートとなる。

### 1986年10月4日 - 2000年7月8日
問題数は同じく4問。砂金袋に替わり、司会の草野仁をモデルにしたマスコット「ヒトシ君人形」が登場。解答者は、「ヒトシ君人形」3個と、正解すると貰える「ヒトシ君」3個分を表す「スーパーヒトシ君人形」1個の計4個を予め持っていた。
解答時に「ヒトシ君」（3個）「スーパーヒトシ君」(1個)のうち1個を賭け、正解だと賭けた「ヒトシ君」が得点となる。｢ヒトシ君｣は通常のヒトシ君1個、｢スーパーヒトシ君｣は通常のヒトシ君人形3個に交換。その際、コンパニオンによって「ヒトシ君」人形に砂金袋が付けられ、解答席前部のスペースに移される。不正解の場合は、賭けた「ヒトシ君」は没収（ボッシュート）される。
一度得点となっている「ヒトシ君」は、再び賭けることは出来ない。
クイズ終了時のヒトシ君人形の獲得個数の多い解答者がトップ賞。4問全問正解の場合、ヒトシ君人形は6個となり、「パーフェクト賞」を獲得できる（解答者はトップ賞の賞品のみで、視聴者が海外旅行に抽選で招待される）。ただし、スーパーヒトシ君の1問のみ（=ヒトシ君3個）でトップとなる事を避けるため、トップ賞獲得の条件がヒトシ君人形4個以上獲得の最高成績者と設定されている。トップ賞はクイズのテーマにちなんだもの、取材国のブランド品や工芸品・民芸品が贈られる。また、スポンサーである日立の電化製品の場合もあった。全員がヒトシ君人形4個未満に終わった場合でも、トップ賞の賞品の視聴者プレゼントは行われていた。

### 2000年7月15日 - 2005年3月26日
問題数が4問から3問に減少し、「スーパーヒトシ君」の換算も通常の「ヒトシ君人形」2個分に変更された。この変更に伴い、パーフェクトは人形4個となった。トップ賞獲得の条件（上記のスーパーヒトシ君のみの正解でトップにならないための条件）は撤廃され、同じ数のトップ賞が2人以上出た場合は当該者全員にトップ賞が与えられる形式に変更された。クイズ演出の大幅変更に伴って、それまであった20秒間のシンキングタイムがカットされるようになり、解答者達の草野へのヒントの質問後、SE音と同時にすぐに解答をオープンをする形式に変更された。

### 2005年4月9日 - 2008年3月22日
放送開始20周年突入に当たり、解答者がクイズに挑戦してトップ賞を目指す番組形式から、解答者が書いた解答の中から正答と思われるものに視聴者が投票し、視聴者へ賞品を授与する（視聴者参加型番組）テレゴング形式へ変更。トップ賞が廃止され、アシスタントとしてTBSアナウンサーの小林麻耶が進行役に加わった。
司会者の草野仁はこの年から「スーパークイズマスター」と名乗り、6名の解答が4種類以上に分かれた場合はその中から3個を選び出し、それをテレゴング1・2・3の選択肢とする。草野が行うこのテレゴングの選択肢を選び出す（あまりにも正解からかけ離れた解答を除外する）行為を「マスターズ・チョイス」と呼ぶ。ただし、解答者の答えが3種類以内の場合は「マスターズ・チョイス」の選出はなし。「マスターズ・チョイス」後、選ばれた選択肢を書いた解答者は、解答への自信に応じて「金」「銀」「銅」のヒトシ君人形からひとつ選ぶ。ただし、これが得点や賞品に影響を及ぼす事はなく、テレゴングで投票する際の参考にするだけである。解答者が全員不正解のケースもあるため、4「正解なし」という選択肢も用意されている。文字フォントの色もデジタル放送受信機のリモコンの色に準じて1に「青色」、2に「赤色」、3に「緑色」、4に「黄」の文字フォントがそれぞれ使われている。2006年4月現在、デジタル放送で解答を選べる双方向サービスは実施されていない。
3択で出される問題も出題されるが、その場合は4「正解なし」がない。また、「視聴者限定!ラスト・クエスチョン」で出される問題も同様である。2006年6月3日放送分からは、テレドームにサービスを切り替えたため、NTT東日本・NTT西日本の加入電話だけではなく、携帯電話などでも参加できるようになった。この時期のルール以前の、ヒトシ君人形･スーパーヒトシ君人形を賭けて得点を競うルールの時は、不正解者は、賭けた人形を‘没収’する意味で、‘ボッシュート’されていたが、ヒトシ君人形が得点に関係が無くなり解答の自信度を示すのみとなったものの、不正解者のヒトシ君人形は、変わらず‘ボッシュート’と言って元に戻していた。正解者のヒトシ君人形は、次の問題のVTRに入る前までは、元に戻さず出続けていた。
なお、トップ賞は前述のとおり廃止されていたもののパーフェクト賞は継続されており、全問正解時には賞品を獲得できた。また、海外旅行のプレゼントもそのまま行われていた。

### 2008年4月5日 - 2012年1月21日
2008年4月からはそれまでの電話投票形式に加えて、3年ぶりにトップ賞を争う形式が復活した。解答者は答えの自信度に合わせ、金、銀、銅のヒトシ君人形を賭け、正解すればそれぞれ金3ポイント、銀2ポイント、銅1ポイントを獲得できる。すなわち2005年3月以前の『ヒトシ君人形』『スーパーヒトシ君人形』を賭けたルールに近い形になった。不正解での減点は今までどおりない。正解、不正解にかかわらず一度賭けた色の人形は使えない。つまり3問正解パーフェクトなら6ポイントとなる。そして、上記のスーパーヒトシ君のみの正解でトップにならないための条件の様なルールも無いため、例えば、金を賭けた問題のみを1問正解した解答者と銀、銅をそれぞれ賭けた問題を2問のみ正解した解答者が、同点トップ賞の様になっていた。またマスターズチョイスが廃止された（すなわちテレゴングでは、解答者が出した全種類の解答に、全員不正解の「正解なし」を加えた最大7択（8択）から選ぶことになる。また、不正解の解答は2005年3月以前同様全てボッシュートされる）。なお、点数状況の表示は2005年3月以前のヒトシ君人形を置く形式とは違い、モニターで点数を数字で表示する形式になったが、現在はこれに加え、クイズ終了毎（途中経過の得点状況）及びトップ賞の発表時（最終結果の発表）に画面の右下に小画面で点数状況を表示する形式を採っている（正解数1 - 3問（パーフェクト）がトップ賞）。
2008年12月20日放送分からはクイズのルールはそのままに、2005年4月から導入された各問題での電話投票形式が廃止された。金・銀・銅のヒトシ君人形の頭に3・2・1と獲得できるポイントの数字が付けられ、各解答者の獲得ポイントがひと目で分かるようになった。不正解者が賭けた人形は、ボッシュートとして元に戻していたが、正解者が正解した問題に賭けた人形は元に戻さず番組終了まで出した状態にしていた。そのため、ボッシュ－トの意味合いが復活している。正解すると賭けたヒトシ君人形の頭についている数字部分の電飾が点滅し、後に点灯状態になるほか、クイズ終了後の最終結果を発表直後、トップ賞及びパーフェクトを達成した解答者のみ獲得したヒトシ君人形の頭についている数字部分が点滅する。また以前のスタジオセットの床下にあったモニター画面がなくなったため、クイズ終了毎（途中経過の得点状況）及びトップ賞の発表時（最終結果の発表）にモニター画面や画面の右下に子画面で点数状況を表示する形式はなくなり、アシスタントが口頭で途中経過の得点状況や最終結果を発表する。番組最後の予告前に電話投票形式での視聴者プレゼントクイズ（視聴者限定ラストクエスチョン）がある。
2011年3月26日放送分からは金・銀・銅のヒトシ君人形を賭けるのは同じだが、点数表示はヒトシ君人形でなく、その前面に設置された数字パネルで表示されるようになった。また、アンサー制度が導入され、各問題ごとにアンサーVTR、アンサーウーマン、アンサーマンなどがスタジオに登場し、問題を詳しく解説する制度が登場した。なお、これに伴い問題の正解を発表（表示）される際の「正解」が「アンサー」に変更された。

#### 番組25周年特別企画
2010年10月には番組開始25周年を記念して3週にわたる特別企画を放送。10月9日、10月16日は問題が全問三択となり、その全てが電話投票形式での視聴者プレゼントクイズとなった。
10月23日には2時間スペシャル（19:56 - 21:54）を放送。当時の番組出演者一同がハワイへ上陸し、解答者2チームと司会者に分かれて取材を行いながら、視聴者向けに電話投票クイズを出題した。その後、取材の成果をもとに日立の樹の前に特設セットを設け、解答者チームが対抗で電話投票形式のクイズ対決を行った。また、ミステリーハンターの日記も現地の小学校を取材。小学生と共に特設セットに飾るための絵を描き、電話投票クイズの出題を行っていた。

### 2012年1月28日 - 2022年12月17日
2012年1月28日放送分のスペシャル回からは原点回帰として、2005年度より一旦廃止した「スーパーヒトシ君人形」が復活、更に得点表示もヒトシ君人形による表示が復活し、2004年度以前に近いルールに再度変更された。
ノーマルの場合は1ポイント、スーパーヒトシ君の場合は3ポイント。すなわち、3問全問正解・5ポイント（2012年のスペシャル版は、4問全問正解・6ポイント）獲得するとパーフェクト賞獲得者と抽選により視聴者が海外旅行に招待される。また、2020年6月以降は、新型コロナウイルスの影響により、JTB旅行券に変更された。2012年のスペシャル版は問題が1問増えるため、使用可能なノーマルヒトシ君人形の数が1つ増える。概ね2000年度中盤までのルールに戻っているがトップ賞獲得の条件は復活しておらず、スーパーヒトシ君の1問のみ（=ヒトシ君3個）の正解のみならず、ノーマルヒトシ君1問の正解だけでトップ賞を獲得することもある。
未使用のヒトシ君人形は解答者席横のボックスに収納されている。正解すると獲得できるヒトシ君人形は解答者席前面のスペースにあらかじめセットされており、獲得ポイント分のヒトシ君人形が出てくる仕組みになっている。以前のヒトシ君･スーパーヒトシ君を使ったルールの時は、解答者が賭けた人形をそのまま得点表示の場所へ移動させていたが、このルールからは、あらかじめセットされた人形が出て来るため正解者が賭けた人形は、そのまま出た状態になっていて、次の問題のVTRに入った後か入る前の途中にボッシュートと同じ要領で下に消えていく。パーフェクト賞の解答者にはトップ賞の賞品に加え、クリスタルスーパーヒトシ君が贈呈される。

### 2023年1月14日 - 2024年3月9日
これまでのクイズ形式から大幅リニューアル。以前同様にクエスチョンが出題されるものの、筆記解答から、挙手か草野からの指名者が答えを言ってパネラー全員で口答で答えを出し合うディスカッション方式に変更された。それに伴い、トップ賞を競う形式が2008年3月以来再度廃止となった。ヒトシ君人形・スーパーヒトシ君人形は各パネラーのテーブルに1個ずつ置きものとして置かれるだけとなった。放送最後の電話を用いた視聴者プレゼントは二択問題方式に変更となった。

### 2024年3月16日
この放送回のみ「ペア戦」となった。解答者が2人ずつの4チームに分かれ、全員での合議は行わずに各チームが回答する。1問目はポーズを問う問題であったため、身振りで解答。2・3問目はフリップに答えを書いて解答する方式となった。正解数を競うルールは設けられず、ヒトシ君人形は直近のリニューアル後と同様に置きものであり、トップ賞やパーフェクト賞はない。dボタンによるデータ放送では、誰がクイズに正解するかを当てる視聴者クイズが行われた。

### 2024年3月30日（レギュラー最終回SP）
およそ1年と3ヶ月ぶりにヒトシ君人形を使ったルールが復活。2023年のリニューアル以前と同じルールに戻り、クイズは全3問、ヒトシ君人形はノーマルを2個、スーパーを1個持ち、ノーマルで正解すると1ポイント、スーパーで正解すると3ポイント、得点表示も従来通り、解答席の手前にヒトシ君人形を並べて行う。解答者は3人で1チーム、問題はすべて書き問題で、4チームで点数を競う。ボッシュートの音楽が1年3ヶ月ぶりに、さらにシンキングタイムの音楽も23年8ヶ月ぶりに復活し、トップ賞には商品として「クリスタルヒトシ君」が進呈された（同点で2チームがトップ賞となり、両チームに進呈）。パーフェクトのチームはおらず、パーフェクト賞には言及されなかった。
ヒトシ君人形は番組初期から2005年3月まで使用されていた頭身が低いデザインに戻され、当時と同様に手に持つと頭が揺れるものが使われた。歴代デザインのヒトシ君人形は司会者席の前に並べられ、オープニング、シンキングタイム、正解の音楽は番組初期のものが23年8ヶ月ぶりに、ボッシュート、トップ賞、エンディングの各ジングル・音楽も番組初期のものが19年ぶりに使用された。

### ボッシュート
不正解の場合は、BGMが流れてガリンペイロ→ヒトシ君人形が解答席に吸い込まれる形で没収される。この没収を草野はボッシュートと呼んでおり、草野のニックネームである「HBK（Hitoshi Bosshoot Kusano）」の由来にもなっている（本来はプロレス団体WWEのプロレスラー、ショーン・マイケルズのニックネーム「ハートブレイク・キッド（Heart Break Kid）」）。
ガリンペイロ→ヒトシ君人形が吸い込まれる様子がダストシュートに似ているということで、「没収」と「ダスト・シュート」を掛け合わせた造語である。視聴者からの問い合わせがあった際に、「『没収』と『シュート』を合わせた言葉」だと説明した。
本来、正解した場合に得点になる（ヒトシ君人形使用前の）ガリンペイロやヒトシ君人形を、不正解者の賭けたものを没収する意味合いがあった。しかし、ヒトシ君人形が得点に関係なくなったルールの時期や、賭けた人形を得点表示の場所に移動しなくなった後も、ボッシュートは継続されてきたが、先述の番組大幅リニューアルにより、2022年12月17日をもって得点ルールとしてのボッシュートは廃止され、出演者が誤った結論を出した場合にBGMが流れるのみとなった。

### クイズに関する備考
- 番組初期の頃は、1分間のヒントタイムを設けて解答者たちが草野に（正解の）ヒントを質問してからを解答を書いたことがあった[注 13]。
- 南アフリカ共和国にある喜望峰（岬の名称）を扱った回で「ヴァスコ・ダ・ガマが停泊した各地に置いてきたものは何？」という問題で草野の手が無意識に十字を描いてしまうハプニングがあり、それに気付いて「十字架」と書いた黒柳だけがその問題に正解したことがあった[43][44]。そのハプニング以降、草野は黒柳対策をとるようになり、だまし戦術で表情を作るなど、嘘なのか本当なのかが分からない駆け引きが常に行わるようになった[44]。

## ヒトシ君人形のデザイン
最初にこの人形の企画およびデザインは、モンチッチの作者でもあるワシの良春が担当した。非常に精巧な制服と小道具、頭が揺れるデザイン、ボッシュートの際にある程度の高さから落ちても大丈夫な耐久性、といった条件を満たすために非常に高価であり、製作はひとつひとつが手作りだった。2008年には放送1000回を記念して、各ヒトシ君人形の貯金箱や首振りフィギュア、首振りマスコット、マスコットストラップ などが商品化された。

### ヒトシ君人形（基本形）
初代：1986年10月 - 2005年3月26日
2頭身で、首振り人形である。探検家の衣装を身にまとっており、左肩に地図、ズボンのベルトにハンマーを提げ、ガリンペイロを1個背負っている。- 頭部に帽子（ピスヘルメット）をかぶっており、正面にイニシャルである「H」（Hitoshi）の文字が描かれている。
- 帽子・服・ズボンの色はクリーム色。
また、レギュラー最終回では19年ぶりに再登場した。
2代目：2005年4月9日 - 2024年3月16日
衣装の基本的なデザインは初代と同じだが、2頭身から3頭身に変更され、頭が揺れるデザインでなくなった。また、ガリンペイロを背負わなくなった、服のボタンの色が黒から赤に変わった、ボディビルのダブルバイセップスのようなポーズから、草野が行う「ふしぎ、発見!」のポーズになったりするなど、大きくモデルチェンジした。- 先述通り、ルール変更により「金・銀・銅のヒトシ君人形」の登場したため、2012年1月21日まで長らくオープニングなどのCGアニメーションのみの登場となっていた。1月28日にルールが戻された事により、ようやく新たな2代目フィギュアが製作された。

### スーパーヒトシ君人形
初代：1986年10月 - 2005年3月26日
服の色はヒトシ君人形と同じであるが、帽子・ズボンのみ赤色である。ヒトシ君人形はガリンペイロ袋1個背負っているのに対し、スーパーヒトシ君人形は2個背負っている。頭部にかぶった帽子の正面にはガリンペイロのマーク（ツタンカーメンの黄金マスクを模したイラスト）が描かれている。
2代目：2005年4月9日 - 2012年1月21日
ガリンペイロを背負わなくなり、スーパーヒトシ君人形の帽子に描かれていた先述のマークは金色で「H」の文字に変更された。- 2代目は当初、ヒトシ君人形と同じくCGアニメーションのみの登場となっていたが、後にパーフェクト賞を達成した解答者への賞品としてのフィギュア（トロフィー）が製作された。

3代目：2012年1月28日 - 2024年3月16日
ルール変更により、新たなフィギュアが製作された。衣装のデザイン、色は2代目に準ずるが、赤いマントを装着しており、帽子には金色で「SUPER」の文字が描かれている。

### 金・銀・銅のヒトシ君人形
- 2005年4月のルール変更により、新たに3色の衣装をまとったヒトシ君人形が登場。このうち金・銀のヒトシ君人形は後に衣装が鏡面仕上げになった。
- 人形は解答者席に既にセットされており、ボタンを押すことによって出すことができる。

### クリスタルヒトシ君人形
- 2005年4月から視聴者向けクイズの正解者に贈られる、スケルトンタイプのヒトシ君人形･｢クリスタルヒトシ君人形｣が登場。後に、パーフェクト賞を達成した解答者には、｢スーパーヒトシ君トロフィー｣が贈られるようになった。
- 2012年1月28日より、パーフェクト賞として贈呈されるクリスタルヒトシ君は、クリアレッドのマントを着けた「クリスタルスーパーヒトシ君トロフィー」に変更された（ただし、実際に進呈されるのは視聴者プレゼントの賞品と同じクリスタルヒトシ君人形である）。
- 2020年4月以降は、コロナウイルスの影響により、パーフェクト達成時のクリスタルスーパーヒトシ君トロフィーの進呈は行われていないが、レギュラー最終回で再びクリスタルヒトシ君人形が11年ぶりに登場し、問題に正解したチームに進呈された。

## 歴代解答席セット
番組の長期化につれ時代時代で大幅に変更されている。
- 初代：1986年4月19日 - 1991年4月27日  - 横一列に5人のパネラー解答者が着席する。
  - 1枠席に黒柳、2枠席に板東、3枠席と5枠席にゲストまたは準レギュラー、4枠席に野々村が着席。
- 2代目：1991年5月11日 - 2000年7月8日  - 初代同様に横一列に5人のパネラー解答者が着席する。
  - 着席順が変更され、1枠席に板東、2枠席と4枠席にゲストまたは準レギュラー、3枠席に野々村、5枠席に黒柳が着席。
  - この代までは紙にペンで解答を書く形式だった。ただし同じ形式だった『クイズダービー』と異なり、カメラがテーブルの内側（解答者の足元）に設置されていたため手や頭が映る事は無かった。
- 3代目：2000年7月15日 - 2005年3月26日  - 長年続けられていた横一列5人から、後部3席と前部3席の6人のパネラー解答者が着席する仕様に大幅に変更。後部は左が板東、中央がゲストまたは準レギュラー、右が黒柳で、前部は左が野々村、中央と右がゲストまたは準レギュラーが着席。
  - この代からはタッチペンで画面に解答を書く形式に改められた。
- 4代目：2005年4月9日 - 2008年12月13日
- 5代目：2008年12月20日 - 2011年3月19日
- 6代目：2011年3月26日 - 2013年7月6日
- 7代目：2013年7月13日 - 2022年12月17日  - 2代目以来13年ぶりに横一列に着席する仕様が復活。6人のパネラー解答者が着席する。新型コロナウイルス飛沫防止対策として、2020年4月18日・4月25日、5月16日 - 7月4日はリモートで収録。7月11日から解答者が4人に減少し、解答者と解答者の間にアクリル仕切り板を設置。
  - 1枠席に黒柳、3 - 6枠席のいずれかに野々村、その他の席にはゲストまたは準レギュラーが着席。
- 8代目：2023年1月14日 - 2024年3月30日  - 番組開始以来初の大幅一新。初代から7代目まで各パネラー解答席に置かれていたモニターとボッシュート機能がある機器が無くなりテーブルのみとなった。
  - 司会者席が廃止されたため、スタジオ側の出演者は司会・パネラー解答者問わず全員同一のテーブルに着席する。

## オープニング

### テーマ曲
- 初代：番組開始 - 2003年度、2024年3月16日-2024年3月30日レギュラー放送最終回、3時間特番、越部信義作曲（最初期のオープニングは違うバージョンが使われていた[注 14]）
- 2代目： 2004年度、初代のアレンジ版
- 3代目：2005年度 - 2022年度、内藤慎也編曲によるアレンジ版「ブロードキャストトラックスTBS編」に収録されているのはこの版である。
- 4代目：2023年度-2024年3月9日、tofubeats編曲によるアレンジ版

補足
当テーマ曲は2025年1月18日よりサントリー「パーフェクトサントリービール」のCM使用曲として起用されている。
2024年3月30日の放送でレギュラー最終回になることに伴い、3月16日から最終回まで初代のテーマ曲が20年ぶりに使われたが、3時間特番以降も使われている。

## エンディング
2012年6月30日放送分までエンディングテーマに様々な版権曲が使用されており、2か月 - 3か月おきに変更されていた。
なお、1986年10月11日放送分はエンディングトークに用いる曲 を使用していた。
| 「日立 世界・ふしぎ発見!」歴代エンディングテーマ曲 | 「日立 世界・ふしぎ発見!」歴代エンディングテーマ曲 | 「日立 世界・ふしぎ発見!」歴代エンディングテーマ曲 | 「日立 世界・ふしぎ発見!」歴代エンディングテーマ曲 | 「日立 世界・ふしぎ発見!」歴代エンディングテーマ曲 |
| No                                                 | 曲名                                               | 歌手                                               | 使用期間                                           | 使用期間                                           |
| -------------------------------------------------- | -------------------------------------------------- | -------------------------------------------------- | -------------------------------------------------- | -------------------------------------------------- |
| 1                                                  | 愛はエナジー                                       | 小林明子                                           | 1986.4.19                                          | 1986.10.4                                          |
| 2                                                  | 響きはtutu                                         | 石井明美                                           | 1986.10.18                                         | 1986.12.27                                         |
| 3                                                  | ONE HEART                                          | 中村あゆみ                                         | 1987.1.10                                          | 1987.4.25                                          |
| 4                                                  | 恋・不思議                                         | 吉野千代乃                                         | 1987.5.2                                           | 1987.7.11                                          |
| 5                                                  | 十六夜物語                                         | 河合奈保子                                         | 1987.7.18                                          | 1087.9.26                                          |
| 6                                                  | Blue Rain                                          | チェッカーズ                                       | 1987.10.3                                          | 1987.12.26                                         |
| 7                                                  | 抱きしめたい                                       | C-C-B                                              | 1988.1.9                                           | 1988.3.26                                          |
| 8                                                  | Price Of Love                                      | ボン・ジョヴィ                                     | 1988.4.9                                           | 1988.6.25                                          |
| 9                                                  | SEASON                                             | 織田哲郎                                           | 1988.7.2                                           | 1988.9.24                                          |
| 10                                                 | 君の弱さ                                           | 渡辺美里                                           | 1988.10.1                                          | 1988.12.24                                         |
| 11                                                 | 抱きしめたい                                       | 松山千春                                           | 1989.4.8                                           | 1989.6.24                                          |
| 12                                                 | どうして好きといってくれないの                     | カルロス・トシキ&オメガトライブ                    | 1989.7.1                                           | 1989.8.26                                          |
| 13                                                 | オリーブの首飾り                                   | 石井明美                                           | 1989.10.14                                         | 1989.12.23                                         |
| 14                                                 | 俺を許してくれ                                     | 吉田拓郎                                           | 1990.1.6                                           | 1990.3.31                                          |
| 15                                                 | 手をつないでいて                                   | 薬師丸ひろ子                                       | 1990.4.14                                          | 1990.6.30                                          |
| 16                                                 | DORIANNA                                           | PAUL LANE                                          | 1990.7.7                                           | 1990.9.29                                          |
| 17                                                 | Be wanabee                                         | 久保田利伸                                         | 1990.10.13                                         | 1990.12.22                                         |
| 18                                                 | I don't want to say goodnight                      | PLANET3                                            | 1991.1.5                                           | 1991.3.30                                          |
| 19                                                 | La La La                                           | SING LIKE TALKING                                  | 1991.6.1                                           | 1991.7.27                                          |
| 20                                                 | 東京ラテン系セニョリータ                           | 爆風スランプ                                       | 1991.8.3                                           | 1991.9.28                                          |
| 21                                                 | BIG BEAT                                           | 矢沢永吉                                           | 1991.10.12                                         | 1991.12.28                                         |
| 22                                                 | THE LOST LOVE                                      | 角松敏生                                           | 1992.1.11                                          | 1992.3.28                                          |
| 23                                                 | ときめきをBelieve                                  | 谷村有美                                           | 1992.4.11                                          | 1992.6,27                                          |
| 24                                                 | ガラスのメモリーズ                                 | TUBE                                               | 1992.7.4                                           | 1992.9.26                                          |
| 25                                                 | Give it up                                         | ウィルソン・フィリップス                           | 1992.10.10                                         | 1992.12.26                                         |
| 26                                                 | LADY BOOGIE                                        | 中村あゆみ                                         | 1993.1.9                                           | 1993.3.27                                          |
| 27                                                 | ALIVE                                              | 黒沢光義                                           | 1993.4.3                                           | 1993.6.26                                          |
| 28                                                 | Bluebird                                           | 今井美樹                                           | 1993.7.3                                           | 1993.9.25                                          |
| 29                                                 | MAYBE                                              | 久松史奈                                           | 1993.10.16                                         | 1993.12.25                                         |
| 30                                                 | 壊したい現実                                       | ZYYG                                               | 1994.1.8                                           | 1994.3.26                                          |
| 31                                                 | あの空をもう一度                                   | CHASE                                              | 1994.4.9                                           | 1994.6.25                                          |
| 32                                                 | たかが恋よされど恋ね                               | 平松まゆき                                         | 1994.7.2                                           | 1994.9.24                                          |
| 33                                                 | 一粒のダイヤを探して                               | 松阪晶子                                           | 1994.10.8                                          | 1994.12.24                                         |
| 34                                                 | 星のかけらを探しに行こう                           | 杏子                                               | 1995.1.7                                           | 1995.3.25                                          |
| 35                                                 | Everyday is Sunnyday                               | 諸岡なほ子                                         | 1995.4.8                                           | 1995.5.27                                          |
| 36                                                 | 真夏の路上 〜午前3時のWILD BOY〜                   | 吉田栄作                                           | 1995.6.3                                           | 1995.7.29                                          |
| 37                                                 | 幸せのまえぶれ                                     | 中西保志                                           | 1995.8.5                                           | 1995.9.23                                          |
| 38                                                 | Last Good-bye                                      | FIELD OF VIEW                                      | 1995.10.7                                          | 1995.12.23                                         |
| 39                                                 | ずっとさよなら                                     | 斉藤祐紀                                           | 1996.1.6                                           | 1996.3.23                                          |
| 40                                                 | 地球（ほし）の上で                                 | Letit go                                           | 1996.4.6                                           | 1996.5.25                                          |
| 41                                                 | Call my name                                       | THE BOOM                                           | 1996.6.1                                           | 1996.7.27                                          |
| 42                                                 | 僕をさがしに                                       | 石川よしひろ                                       | 1996.8.3                                           | 1996.9.28                                          |
| 43                                                 | WideShow                                           | 山咲千里                                           | 1996.11.23                                         | 1996.12.21                                         |
| 44                                                 | FREE ～自由への翼～                                | 小嶋希代子                                         | 1997.1.11                                          | 1997.3.22                                          |
| 45                                                 | 愛する星で                                         | 西脇唯                                             | 1997.4.5                                           | 1997.7.5                                           |
| 46                                                 | 夏の歌                                             | 渡辺美里                                           | 1997.7.12                                          | 1997.8.30                                          |
| 47                                                 | 涙が水に変わるまで                                 | Can*You                                            | 1997.9.6                                           | 1997.11.1                                          |
| 48                                                 | Love is...                                         | 河村隆一                                           | 1997.11.8                                          | 1997.12.20                                         |
| 49                                                 | 銀座                                               | 古内東子                                           | 1998.1.10                                          | 1998.3.21                                          |
| 50                                                 | 光に流されて                                       | 杏里                                               | 1998.4.4                                           | 1998.5.30                                          |
| 51                                                 | Sister of the Rainbow                              | THE ALFEE                                          | 1998.6.6                                           | 1998.7.25                                          |
| 52                                                 | PRIDE                                              | THE ALFEE                                          | 1998.8.1                                           | 1998.9.26                                          |
| 53                                                 | THUNDERBIRD                                        | T.M.Revolution                                     | 1998.10.10                                         | 1998.12.26                                         |
| 54                                                 | SMILING GIRLS                                      | 今井美樹                                           | 1999.1.9                                           | 1999.4.3                                           |
| 55                                                 | 十六夜〜IZAYOI〜                                   | 小林恵                                             | 1999.4.10                                          | 1999.7.3                                           |
| 56                                                 | ギラギラ                                           | 吉川晃司                                           | 1999.7.10                                          | 1999.8.14                                          |
| 57                                                 | 十三夜の月                                         | 佐藤竹善                                           | 1999.8.21                                          | 1999.9.25                                          |
| 58                                                 | 小さな奇蹟                                         | 稲垣潤一                                           | 1999.10.9                                          | 1999.12.11                                         |
| 59                                                 | 追憶                                               | 德永英明                                           | 2000.1.8                                           | 2000.3.25                                          |
| 60                                                 | Do You Believe In Magic?                           | Cymbals                                            | 2000.4.8                                           | 2000..527                                          |
| 61                                                 | 放浪カモメはどこまでも                             | スピッツ                                           | 2000.6.3                                           | 2000.7.29                                          |
| 62                                                 | SPIRIT                                             | スガシカオ                                         | 2000.8.5                                           | 2000.9.30                                          |
| 63                                                 | 長い秘密                                           | ホフディラン                                       | 2000.10.14                                         | 2000.12.2                                          |
| 64                                                 | 24/7 -TWENTY FOUR/SEVEN-                           | DREAMS COME TRUE                                   | 2000.12.9                                          | 2001.2.17                                          |
| 65                                                 | 孤独な太陽                                         | エレファントカシマシ                               | 2001.2.24                                          | 2001.4.21                                          |
| 66                                                 | リバー                                             | くるり                                             | 2001.4.28                                          | 2001.7.7                                           |
| 67                                                 | 愛を少し語ろう                                     | 花*花                                              | 2001.7.14                                          | 2001.9.29                                          |
| 68                                                 | ライヴ                                             | 唐沢美帆                                           | 2001.10.6                                          | 2001.11.24                                         |
| 69                                                 | 約束                                               | ふれあい                                           | 2001.12.1                                          | 2001.1.26                                          |
| 70                                                 | Natural Beauty                                     | CORE OF SOUL                                       | 2002.2.2                                           | 2002.3.23                                          |
| 71                                                 | In Motion                                          | hide                                               | 2002.4.6                                           | 2002.6.29                                          |
| 72                                                 | キ・セ・キ                                         | Tina                                               | 2002.7.6                                           | 2002.8.3                                           |
| 73                                                 | シアワセの陽射し                                   | 清貴                                               | 2002.8.10                                          | 2002.11.9                                          |
| 74                                                 | eternal white                                      | MAX                                                | 2002.11.16                                         | 2003.1.18                                          |
| 75                                                 | 桜の木の下で                                       | つじあやの                                         | 2003.1.25                                          | 2003.3.22                                          |
| 76                                                 | 同じ空の下で                                       | キンモクセイ                                       | 2003.4.5                                           | 2003.7.19                                          |
| 77                                                 | キミノミカタ                                       | Baby Boo                                           | 2003.7.26                                          | 2003.12.13                                         |
| 78                                                 | 穏やかな風                                         | 未来-MIKU-                                         | 2003.12.20 -                                       | 2004.6.19                                          |
| 79                                                 | 夢                                                 | SOPHIA                                             | 2004.6.26                                          | 2005.2.26                                          |
| 80                                                 | ふれて未来を                                       | スキマスイッチ                                     | 2005.3.5                                           | 2005.7.9                                           |
| 81                                                 | Melodea                                            | 星村麻衣                                           | 2005.5.14                                          | 2005.7.9                                           |
| 82                                                 | Girlfriend                                         | K                                                  | 2005.7.16                                          | 2005.9.17                                          |
| 83                                                 | このまま                                           | 矢野真紀                                           | 2005.9.24                                          | 2005.11.26                                         |
| 84                                                 | I'm in Love                                        | 真心ブラザーズ                                     | 2005.12.3                                          | 2006.2.4                                           |
| 85                                                 | ほんの少しだけ                                     | 槇原敬之 feat.KURO from HOME MADE 家族             | 2006.2.11                                          | 2006.4.22                                          |
| 86                                                 | 右手に夕焼け 左手に朝焼け                          | 広沢タダシ                                         | 2006.4.29                                          | 2006.7.1                                           |
| 87                                                 | another day                                        | MONKEY MAJIK                                       | 2006.7.8                                           | 2006.8.2                                           |
| 88                                                 | YOUR STORY                                         | 風味堂                                             | 2006.8.19                                          | 2006.10.14                                         |
| 89                                                 | ファーストブレス                                   | bird                                               | 2006.10.21                                         | 2006.12.9                                          |
| 90                                                 | 白い街                                             | TheSoul                                            | 2006.12.16                                         | 2007.2.10                                          |
| 91                                                 | 道                                                 | GReeeeN                                            | 2007.2.17                                          | 2007.4.21                                          |
| 92                                                 | Morena                                             | Rockamenco                                         | 2007.4.28                                          | 2007.6,16                                          |
| 93                                                 | 皆Summer                                           | Metis                                              | 2007.6.23                                          | 2007.8.11                                          |
| 94                                                 | Heart Flower                                       | しおり                                             | 2007.8.18                                          | 2007.10.27                                         |
| 95                                                 | ONE ON ONE                                         | B'z                                                | 2007.11.3                                          | 2007.12.22                                         |
| 96                                                 | 虹のパノラマ                                       | 中山うり                                           | 2007.12.29                                         | 2008.2.23                                          |
| 97                                                 | MY FRIEND                                          | SKELT 8 BAMBINO                                    | 2008.3.8                                           | 2008.5.3                                           |
| 98                                                 | シャリラリラ                                       | 竹仲絵里                                           | 2008.5.10                                          | 2008.6.28                                          |
| 99                                                 | WE LOVE YOU.                                       | 槇原敬之                                           | 2008.7.5                                           | 2008.8.30                                          |
| 100                                                | ルネサンス                                         | PUSHIM                                             | 2008.9.6                                           | 2008.11.1                                          |
| 101                                                | 新しい歌                                           | 秦基博                                             | 2008.11.8                                          | 2009.1.31                                          |
| 102                                                | 雲の上の君と(epilogue)                             | 九州男                                             | 2009.2.7                                           | 2009.3.28                                          |
| 103                                                | 夢から醒めて                                       | THE BOOM                                           | 2009.4.11                                          | 2009.6.13                                          |
| 104                                                | 時の空                                             | 多和田えみ                                         | 2009.6.20                                          | 2009.8.29                                          |
| 105                                                | weather                                            | 持田香織                                           | 2009.9.5                                           | 2009.10.31                                         |
| 106                                                | ムゲンノカナタヘ〜To infinity and beyond〜         | 槇原敬之                                           | 2009.11.7                                          | 2010.1.16                                          |
| 107                                                | It's My Life                                       | 菅原紗由理                                         | 2010.1.23                                          | 2010.3.13                                          |
| 108                                                | Phantom Girl's First Love                          | 坂本美雨                                           | 2010.3.20                                          | 2010.5.22                                          |
| 109                                                | また陽はのぼる                                     | ハイジ                                             | 2010.5.29                                          | 2010.8.21                                          |
| 110                                                | ラフ                                               | たむらぱん                                         | 2010.8.28                                          | 2010.12.4                                          |
| 111                                                | 東京組曲                                           | ほたる日和                                         | 2010.12.11                                         | 2012.2.12                                          |
| 112                                                | 桜の歌                                             | 藤澤ノリマサ                                       | 2011.2.19                                          | 2011.4.23                                          |
| 113                                                | その手を伸ばして                                   | 稲垣潤一                                           | 2011.4.30                                          | 2011.6.25                                          |
| 114                                                | 7COLORS                                            | 水樹奈々                                           | 2011.7.2                                           | 2011.9.10                                          |
| 115                                                | 青空                                               | 若旦那                                             | 2011.9.17                                          | 2011.11.12                                         |
| 116                                                | River                                              | 弓木英梨乃                                         | 2011.11.19                                         | 2012.1.14                                          |
| 117                                                | Magic 〜手をつなごう〜                             | スターダストレビュー                               | 2012.1.21                                          | 2012.3.10                                          |
| 118                                                | ハルアラシ                                         | Crystal Kay                                        | 2012.3.17                                          | 2012.5.19                                          |
| 119                                                | アーミ・アミーコ!アーミ・アムージ!                 | カラーボトル                                       | 2012.5.26                                          | 2012.6.30                                          |

## ナレーション

### 現行
- 斉藤茂一(第700回より担当）
- 真地勇志
- 山口勝平
- 大塚明夫
- 山寺宏一
- 高山みなみ
- 服部伴蔵門
- 津田健次郎
- 梅津秀行（次回予告を担当）
- 竹内海南江（提供読みを担当）

### 過去
- 金内吉男(初代レギュラーナレーター)
- 矢島正明
- 小林清志
- 窪田等
- 大塚周夫
- 家弓家正
- 中江真司
- 清川元夢
- 伊藤惣一
- 小杉十郎太
- 常田富士男
- 桑原たけし
- 武田広
- 政宗一成
- 森本レオ
- 福士秀樹（「ゴジラ生誕40周年記念」を担当）
- 堂本剛（KinKi Kids）（第1301回担当）
- 大塚芳忠（第1303回担当）
- 小野大輔（第1338回担当、これ以前にもボイスオーバーにて出演）
- 貫地谷しほり（第1460回担当）
- 諏訪部順一（第1465回担当）
- 森優子（第1476回担当）
- 八嶋智人（第1517回担当、これ以外にも何回かゲスト出演）
- 入野自由（第1525回担当）
- 関俊彦、上田麗奈 （第1595回担当）
- 梅津秀行（視聴者限定ラストクエスチョン）
- 加藤優子（視聴者限定ラストクエスチョンおよび次回予告を担当）*
- 勝生真沙子
- ミステリー・ハンター1人、他
- ボイスオーバーは主に81プロデュースと青二プロダクション、シグマ・セブン、俳協所属の声優が担当。
- 宇野淑子（当時TBSアナウンサー、提供読みを担当）

## ネット局と放送時間
| 放送対象地域   | 放送局                    | 系列    | 放送時間           | ネット状況 | 備考      |
| -------------- | ------------------------- | ------- | ------------------ | ---------- | --------- |
| 関東広域圏     | TBSテレビ（TBS）          | TBS系列 | 土曜 21:00 - 21:54 | 制作局     | 制作局    |
| 北海道         | 北海道放送（HBC）         | TBS系列 | 土曜 21:00 - 21:54 | 同時ネット |           |
| 青森県         | 青森テレビ（ATV）         | TBS系列 | 土曜 21:00 - 21:54 | 同時ネット |           |
| 岩手県         | IBC岩手放送（IBC）        | TBS系列 | 土曜 21:00 - 21:54 | 同時ネット |           |
| 宮城県         | 東北放送（tbc）           | TBS系列 | 土曜 21:00 - 21:54 | 同時ネット |           |
| 山形県         | テレビユー山形（TUY）     | TBS系列 | 土曜 21:00 - 21:54 | 同時ネット | [ 注 16 ] |
| 福島県         | テレビユー福島（TUF）     | TBS系列 | 土曜 21:00 - 21:54 | 同時ネット |           |
| 新潟県         | 新潟放送（BSN）           | TBS系列 | 土曜 21:00 - 21:54 | 同時ネット |           |
| 長野県         | 信越放送（SBC）           | TBS系列 | 土曜 21:00 - 21:54 | 同時ネット |           |
| 山梨県         | テレビ山梨（UTY）         | TBS系列 | 土曜 21:00 - 21:54 | 同時ネット |           |
| 静岡県         | 静岡放送（SBS）           | TBS系列 | 土曜 21:00 - 21:54 | 同時ネット |           |
| 富山県         | チューリップテレビ（TUT） | TBS系列 | 土曜 21:00 - 21:54 | 同時ネット | [ 注 17 ] |
| 石川県         | 北陸放送（MRO）           | TBS系列 | 土曜 21:00 - 21:54 | 同時ネット |           |
| 中京広域圏     | CBCテレビ（CBC）          | TBS系列 | 土曜 21:00 - 21:54 | 同時ネット | [ 注 18 ] |
| 近畿広域圏     | 毎日放送（MBS）           | TBS系列 | 土曜 21:00 - 21:54 | 同時ネット |           |
| 島根県・鳥取県 | 山陰放送（BSS）           | TBS系列 | 土曜 21:00 - 21:54 | 同時ネット | [ 注 19 ] |
| 岡山県・香川県 | RSK山陽放送（RSK）        | TBS系列 | 土曜 21:00 - 21:54 | 同時ネット | [ 注 20 ] |
| 広島県         | 中国放送（RCC）           | TBS系列 | 土曜 21:00 - 21:54 | 同時ネット |           |
| 山口県         | テレビ山口（tys）         | TBS系列 | 土曜 21:00 - 21:54 | 同時ネット |           |
| 愛媛県         | あいテレビ（itv）         | TBS系列 | 土曜 21:00 - 21:54 | 同時ネット | [ 注 21 ] |
| 高知県         | テレビ高知（KUTV）        | TBS系列 | 土曜 21:00 - 21:54 | 同時ネット |           |
| 福岡県         | RKB毎日放送（RKB）        | TBS系列 | 土曜 21:00 - 21:54 | 同時ネット |           |
| 長崎県         | 長崎放送（NBC）           | TBS系列 | 土曜 21:00 - 21:54 | 同時ネット |           |
| 熊本県         | 熊本放送（RKK）           | TBS系列 | 土曜 21:00 - 21:54 | 同時ネット |           |
| 大分県         | 大分放送（OBS）           | TBS系列 | 土曜 21:00 - 21:54 | 同時ネット |           |
| 宮崎県         | 宮崎放送（MRT）           | TBS系列 | 土曜 21:00 - 21:54 | 同時ネット |           |
| 鹿児島県       | 南日本放送（MBC）         | TBS系列 | 土曜 21:00 - 21:54 | 同時ネット |           |
| 沖縄県         | 琉球放送（RBC）           | TBS系列 | 土曜 21:00 - 21:54 | 同時ネット |           |

### 過去のネット局
※いずれの局も遅れネット。
| 放送対象地域 | 放送局          | 系列                          | 放送日時                                | 備考                           |
| ------------ | --------------- | ----------------------------- | --------------------------------------- | ------------------------------ |
| 秋田県       | 秋田放送（ABS） | 日本テレビ系列                | 木曜 19:00 - 19:54 ↓ 土曜 12:00 - 12:55 | 1995年4月20日 - 2020年6月27日  |
| 福井県       | 福井放送（FBC） | 日本テレビ系列 テレビ朝日系列 | 木曜 19:00 - 19:54 ↓ 土曜 12:00 - 12:55 | 1995年10月19日 - 2020年6月27日 |
| 徳島県       | 四国放送（JRT） | 日本テレビ系列                | 木曜 19:00 - 19:54 ↓ 土曜 13:00 - 13:54 | 1995年4月20日 - 2020年6月27日  |

### ネット局に関する備考
当初は土曜 22:00 - 22:54の放送であったが、1987年10月3日より土曜 21:00 - 21:54に移動した。移動後の初回は編成の都合上、基本放送時間より30分遅れでの放送となった。また、スポーツ中継の影響により30分以上遅れる回もあった。
CS放送のTBSチャンネルでは、2004年に、同年のアテネオリンピック開催に合わせ、アテネやオリンピック関連のテーマを取り扱った回の再放送が行われた。
日本テレビ系列の秋田放送・四国放送は1995年4月に、福井放送は同年10月からネット開始。いずれの局もネット開始当初は木曜 19:00 - 19:54（当時、ローカル枠として放送していた『嗚呼!バラ色の珍生!!』を差し替え）での放送であったが、日本テレビ系列では1999年3月をもって、ゴールデンタイムのローカルが廃止となった ため、現在の放送時間となる。なお、番組名に特定の企業名が入っていることから、秋田放送・福井放送・四国放送による放送でもスポンサーの変更は無かった（いわゆる、系列外スポンサードネット）。しかしスポンサーである日立グループの経営環境・事業展開の変化による家電製品をはじめとする個人向け商品の広告・宣伝活動の縮小などもありこれら系列外3局での放送は2020年6月27日（TBS系列における6月20日放送分）を以って打ち切られた。

## スタッフ
- 構成：野村安史、西澤公太郎、稲原誠（スタジオ）/石田章洋、山名宏和、水野守啓（VTR取材）（週替り）
- 音楽：越部信義/有澤孝紀/赤坂東児
- 編曲：tofubeats
- TD：柳田智明・廣岡達之（共に以前はCAM）（週替り）
- CAM：梶谷美保、佐藤雅之、中里子、三上茉梨（中→以前はTD）（週替り）
- VE：木野内洋、佐藤希美、松吉英明、北澤希美（週替り）
- 音声→AUD：藤井忍、長井愛美（週替り）
- 照明→LD：山本和宏、遠藤和俊（週替り）
- VTR編集：小野貴志、小部昌史、水津太盛、吉田愛、馬込壮志、高杉彩美、片田真、森泉洋平（共にIMAGICA Lab.）（週替り）
- MA：森岡浩人（IMAGICA Lab.）
- 音響効果：溝口博子
- タイトルCG：三上太朗（CEKAl）、福田泰崇（FUKUPOLY）
- CG︰嶋ヨシユキ（一時離脱→復帰）
- 美術プロデューサー：小美野淳一
- 美術デザイン→美術ディレクター：村山柚香、西條実（西條→一時離脱→復帰）
- 美術ディレクター：平原道夫、落合竜司
- 装置：鈴木匡人（時折大道具も担当→一時離脱→復帰）、田上雄一郎
- 大道具操作：上野由貴
- 電飾：大平絵梨子
- 植木装飾︰村佳子
- ヘアメイク︰久木田梨花
- 番組宣伝：林遼二・竹井英俊（共にTBS）
- 編成：福間寛子・高田脩（共にTBS）
- 技術・美術協力：TBS ACT（旧東通、アックス、タムコ、エヌ・エス・ティー、ティ・エル・シー、テクト）、NTTレゾナント、ジーケン・アート、金井大道具、ユニオン企画、ネクステージ
- 収録スタジオ：東京メディアシティ
- 演出補：杉山哲也、阿由葉聡子（週替り）
- 演出補/ロケ演出：工藤加奈子（以前は演出）（週替り）
- TK：阿部直子（一時離脱→復帰）、井﨑綾子（週替り）
- FD：牟田口わか菜、宮本剛、松村昴、原田克啓、島田莉奈（週替り）
- FD/企画渉外：冨吉雅成（以前は演出補→制作→ロケ演出）（週替り）
- FD/演出：臼田太郎（週替り）
- FD/ロケ演出：小林健雄（週替り）
- 制作プロデュース：五十井菊（以前は総合デスク）
- キャスティング：今山典子
- 海外プロデュース：黒田亜希、高田好子（高田→以前は海外デスク）
- ロケ演出/演出：佐藤寿一（以前は制作統括）（週替り）
- ロケ演出：野村明浩、山嵜隆央、鬼頭明、鈴木洋平、久保日見子（鬼頭・鈴木・久保→以前は演出補）、三好雅信、原口花琳、村上崚、阿部沙那香、粒﨑真維子、角田沙也香、花﨑陽、林泰斗、福島広子、小堺有希子、牧有太（林・福島→以前はFD、小堺→以前は演出補→アドバイザー→一時離脱）（週替り）
- 企画：重延浩（以前はプロデューサー）
- 演出統括：宮岡義徳
- ロケ演出/演出統括：齋藤龍太（以前は演出補→ロケ演出→制作補→制作統括）（週替り）
- プロデューサー：大塚修一（以前は演出/ロケ演出→制作統括）、高木昇（以前は演出補/ロケ演出→週替り演出）、飯笹雅之（以前は演出補→FD→制作プロデュース）、藤田慎一
- チーフプロデューサー：國分禎雄（以前は国分禎雄と表記で演出補→一時離脱）
- 製作：TBS、テレビマンユニオン

### 過去のスタッフ
- 構成：下尾雅美、前岡晋、松林展也、中沢隆司、恒川省三、城啓介、橋田正明、高瀬真尚、成田慈子、田中伊知郎、善入茂雄、堀厚、井上知幸、藤岡俊幸
- 編曲：内藤慎也
- TM：小林敏之（TBS）
- TP：金澤健一（TBS）
- 技術→TD：橘一男・佐藤陽士・秋本浩志・金澤健一（全員TBS、佐藤→以前は音声担当）、新福剛、広瀬正行、平井洋子（以前はカメラ担当）、白井昭至、太田博
- カラー調整→スタジオVE：久徳正弘、佐々木常夫、八木真、橘一男、林俊成、浅利敏夫、中村孝雄、高木敏之、丹野至之、倉島康明、原田聡、形山晋治、山川啓一、松浦卓雄、佐藤徹、山森伸浩、奥村秀樹、瀬戸博之、野々村直、飯塚嗣（全員TBS）
- 映像→スタジオCAM：長瀬元孝、広瀬正行、山田邦典、白井昭至
- (ロケ)撮影：佐藤利明、山田通弘、安彦龍太郎、鈴木淳、館岡悟、笠井知彰、新井賛二、植松昌美、矢口信男、関孝
- (ロケ)VE：対馬ヒロミ、金子豊明、黒山義弘、関根泰造、黒木禎二、佐藤徹、上山勝利、池義明、星野一司、井納吉一、佐々野昌樹、工藤久哉、岩佐治彦、石原芳秀、宮川広、山森伸浩、青柳陽子、後藤静香、青木智奈未（美）、佐藤陽子、森竜二、加藤佑太
- VTR：湊里実
- スタジオ音声：大口真・坂井健志・佐久間優・倉本紀彦・松本百合雄・高橋進・細谷清・高林徹・吉田克弥・大口修（全員TBS）、橋爪繁輝、原田光
- 照明：松村劦・鈴木孝夫・田中豊治・石川博章・小野寺瑞樹・和田洋一・清水勉・梅田賢二・中村元・笠原義博・林明仁（全員TBS）、舞田弘法、加藤久雄、五十嵐和昭、ティエルシー、遠藤光弘（童夢）
- 特機：サークル、滝沢健太
- タイトル：守屋健太郎、勝聡
- 編集：宮島文、宮島亜紀
- VTR編集：釘谷冬彦・長谷川智勝・青沼邦治・新井孝夫・福島兼広・大石康弘・山内祥弘・浮谷康至・野口善弘・中川隆・野村光宏・佐藤雅之・田中盛泰・星信幸・羽鳥能史（全員東通ビデオセンター）、岩立登志雄・野田智雄・秋葉武弘・原康子・松田和茂・伊藤英二・上梶拓也（IMAGICA Lab.）
- リサーチ：矢橋千尋、伊藤みさき、塚本由香、古賀あゆみ、柳沢裕美子、末藤浩一郎、山森みゆき、土方奈青、林由香里、冨田紀子、古井知克、大熊昭子、西川アンナ、呉珉慧、相良敦子
- アシスタント：笠間あゆみ、来宮香織、栗原玲子、仁科沙耶、高橋あゆみ、前田優子、高橋麻美、三島節子、前田あゆみ
- MA：堀田元子（東通ビデオセンター）、植松厳・阿左美茂樹（IMAGICA Lab.）
- 音響効果：館野忠之、半藤徹、東谷尚
- タイトルCG：綿川尚明・安田孝裕（アニメーションスタッフルーム→リバディアニメーションスタジオ）
- CG：国島宣弘、丸義則、勝聡、桜井崇、三田邦彦、依田真一郎、DEPTH、水留健吾・久世友喜（MandB Design）、大澤宏二郎・小口祥直（IMAGICA Lab.）、宮井勇気（週替り）
- 美術プロデューサー：河瀬洋男（TBS、以前は美術制作）、飯田稔（TBS）
- 美術デザイン：宮沢利昭、宇野宏美、竹内誠二、鈴木直人
- 美術制作→美術ディレクター：岩井愛、金野壽雄、浅野美幸（浅野→以前は美術制作）
- メカシステム：金野壽雄、大谷圭一
- 電飾：藤山雅夫、池苗大助、芹沢茂明
- 大道具：渡辺通泰
- 小道具：山木博、菅原芳隆、臼田義和、川原栄一、古井栄次
- 衣裳：山岸幸彦、早船光則、岡崎貴子
- 床山：水口誠也、志賀章
- タイトル画：城戸真亜子
- メイク：アートメイク・トキ
- 特殊メイク：トニーズラボSFX
- 番組宣伝：河野裕之（TBS）
- TK：紅林典子
- デスク：杉浦有美子、宮嶋文、薬師寺真紀
- 企画渉外：菅沼直之（以前は演出補→演出、制作を務めていた時期あり）
- スーパーバイザー：中谷直哉
- 編成：神成尚史・太田寛・片山剛・津村有紀・上田学・福田健太郎・荒井麻理子・高橋智大・矢野大亮・吉田健一・松岡洋太・川口佳太（全員TBS）
- 会場担当：廣中信行（TBS）
- 海外プロデュース：畠山陽子、木村恵
- キャスティング：佐藤志保、河村奈美、石田優子
- 海外デスク：金井理恵、下村絵美、岩田亜美
- 制作補：杉田浩光、和山勉（和山→以前は演出補）、金廣純子、草地正典
- 制作プロデュース：金廣純子
- 演出補：岸政男、岸善幸、永松浩一郎、中内みどり（中内→TBS）、梛木泰西、服部圭介、高垣圭介、野口康裕、名倉亜希子、佐野達也、松田朋之、佐藤喬、平賀誠、波入敏彦、成瀬亜沙子、友利栄太郎、萩原篤、清水耕一郎、熊谷喜一、金井良祐、中嶋昇、宮原直子
- ロケ演出：山田亜樹（TBS）、河野あや子、日比野研（日比野→演出の回あり）、神谷雅広、市川陽、高橋和一、村田吉廣、加藤義人、上野関一郎、内山雄人、小山清悟、倉岡恭一（山田・村田・小山・倉岡→以前は演出補）
- 演出：笠原啓、戸田郁夫（全員TBS、笠原→以前は演出補、戸田→ロケ演出の回あり）、大島明/加藤敏浩
- 総合演出：西依正博（TBS）→西依正博（TBS）・中谷直哉→中谷直哉（以前は演出）→本郷幸高（以前は演出補）
- プロデューサー：峰岸進（演出の回あり）、西依正博、三角英一、叶谷恒久、仲尾雅至、藤井康夫、佐々木卓（全員TBS）/浦谷年良（以前は制作プロデュース→プロデューサー→制作統括）
- 制作統括：岩垣保（一時期スーパーバイザー→以前は制作プロデュース→プロデューサー→制作統括→構成/ロケ演出/演出）
- 技術協力：テイクシステムズ、テクノマックス、NTTメディアクロス
- 収録スタジオ：テイクスタジオ、東京タワースタジオ

## 書籍・ゲーム
- 書籍『世界・ふしぎ発見! クイズで学ぶアメリカ史』（1989年、小学館）
- 書籍『世界・ふしぎ発見! クイズで学ぶヨーロッパ史〈ギリシア・イタリア編〉』（1989年、小学館）
- 書籍『世界・ふしぎ発見! クイズで学ぶヨーロッパ史〈フランス・スペイン編〉』（1989年、小学館）
- 書籍『世界・ふしぎ発見! 古代エジプト7つの謎』（吉村作治監修、1996年、幻冬舎）
- 書籍『世界・ふしぎ発見! これが世界の新・七不思議』（1997年、幻冬舎）
- 書籍『世界・ふしぎ発見! 南米・消えた黄金文明』（1998年、幻冬舎）
- 書籍『マンガ版世界・ふしぎ発見! 奪われたノーベル賞』（2017年、学研プラス）
- Windowsゲームソフト『世界・ふしぎ発見! トロイア』（発売元：TBS）
  - 同名でドリームキャスト（1999年7月22日発売）に移植されている。
- ボードゲーム『世界ふしぎ発見!ゲーム』（1991年発売、発売元：エポック社）
- DVDブック『世界ふしぎ発見!わんぱくパンダ ふしぎ発見!』（2009年7月27日発売、発売元：出版文化社）
  - パンダについて取り上げた作品を抜粋し、児童向け書籍化したもの。
- ニンテンドーDSゲームソフト『世界ふしぎ発見!DS 伝説のヒトシ君人形を探せ!』（2009年8月6日発売、発売元：フリュー）

## スポンサーについて
第1回から日立製作所（以下「日立」）の一社提供だったが、1997年10月からは日立と日立グループにスポンサーが変更となり、番組の後半に『日立の樹』をBGMにしてグループ参加企業一覧を流すCMが放送され始めた。これは、日立グループ提供だった日本テレビの日曜19:30枠とスポンサーを交換したためである。
提供テロップのフォントは石井ゴシックを使用している。
日立グループ各社の名義となっても、日立の樹以外のCMは基本的に日立製作所または日立グローバルライフソリューションズ、日立ビルシステム、日立ハイテクだけであり、グループ各社の協賛はこの『日立の樹』のCMでのロール字幕表示のみとなっている。
当初の提供クレジット画面は、オープニングの司会者挨拶時に右下に縮小表示した後、一問目終わりのCM前に改めてブルーバックを表示していたが、1997年10月からは白背景に青いロゴで書かれた静止画を提供クレジットとして使用し、程なくCG映像（オープニングはレンガにレーザーで「HITACHI」ロゴが描かれるCG、エンディングはヒトシくん人形が乗った飛行機が通過すると草原に提供クレジットが描かれているCG）に変更された。2000年5月末からは世界風景の映像を背景に提供テロップがアニメーションする形式に変更された。7月8日放送分以降はOP映像が終わったあとスタジオ画面が映し出されたと同時に、提供画面が表示される形式に変更された。EDについてはこれまでと同様。これに伴いCMは、答えの発表後から答えの発表前に流れる形式に変更された。提供アニメーションは、2006年4月（テレゴング形式への変更時）にパターンが変更されている。
初期の提供CMは6分だったが、2005年10月から2014年3月末までは本編終了後のジャンクション明けにヒッチハイクCM が放送されていたため、提供CMは5分30秒（『日立の樹』の1分間を含む） となっていた。
2014年4月12日放送分より提供CMが4分30秒に短縮され、後クレは右下表示されるようになったため（ラストクエスチョンのVTRが終わり、スタジオに切り替わった時点で『提供 HITACHI Inspire the Next』と出る）提供読みは前クレのみとなった。これに伴いヒッチハイクCMが拡大され、CM1 - CM3が日立のCMが90秒ずつ、CM4が90秒ヒッチハイク（いわゆる複数社提供）として本編中に内包して流れるようになった。これに従い、これまで番組の最後に放送されていた『日立の樹』のCM放送が番組の中盤に移動した。また、後クレが表示された後は次回予告などでの番組タイトル表示が「日立 世界ふしぎ発見」ではなく「世界ふしぎ発見」と、企業名が外れている。また2019年ごろは、日立の樹のCMは番組中2回流れていた。2018年度以前と2020年ごろからは1回で、2バージョンを交代で放送している。
また、2007年3月17日放送分の1000回突破記念3時間スペシャルなど、放送時間枠が大幅に拡大した場合でも日立グループの一社提供となり、他社のスポンサー及びスポットCMは一切入らなかった。2024年3月30日放送分の最終回「40000時間から厳選ふしぎ発見！ベストワン映像一挙大公開スペシャル」3時間スペシャル時及び2024年11月9日、2025年3月22日に放送された復活特番は、日立グループの一社提供ではなく、同社筆頭で他社の複数社スポンサーだった。ただし、いずれも番組のオープニングコールには草野による「日立」のアナウンスが、最初の提供読みはレギュラー放送時と同じ竹内海南江による「人に社会に次の時代に新しい風を Inspire the Next 日立グループがお送りします」であった。また、いずれも、日立グループ単独提供番組の特徴でもあった『日立の樹』のCMが放送された。なお、2024年3月30日放送分は番組の最終の区画で「樹と光編」が放映され、2024年11月9日の特番では最初の区画で「虹編」が、最後の区画では「樹と光編」と、2種類全てが放映された。
2025年3月22日の特番では最初の区画で「樹と光編」が、最後の区画では「虹編」と、2種類全てが放映された。なお、番組内の大阪・関西万博コーナー内の提供読みは、「未来の都市」パビリオンの出展者（日立グループ・KDDI・クボタ）の提供で、日立グループは「未来の都市に遊びに行こう　日立グループ」という提供読みだった。
視聴者へプレゼントされる海外旅行は「ルックJTB」（ジェイティービー。現在はJTBワールドバケーションズ の提供）である。以前は司会の草野仁が「いつも、いちばん新しい旅を。ルックJTB」と紹介していたが、TBSアナウンサーの小林麻耶がアシスタントとなったことで交代した。現在は、「海外旅行のルックJTB」と紹介されており、草野自身が「ルックJTB」のCMキャラクターである。番組開始当初は、近畿日本ツーリストが海外旅行を担当していた。
先述した通り、この番組の放送時間中のCMは日立グループだけであるが、この番組の放送時間中にしか放映されないCMがいくつかある。2007年3月17日放送分のスペシャルでは、日立に勤める父親とその息子が『世界 ふしぎ発見!』を見ながら会話するという、3分間のミニドラマ仕立ての特別CM が放映された。2017年1月21日放送分のスペシャルでは、放送開始30周年を記念してレギュラー出演者の黒柳と野々村の名場面を織り交ぜた、特別CMが放送された。
1996年に野々村真が日本経済新聞のキャンペーンキャラクターに起用された。野々村の本番組でのできが悪いというイメージを逆に利用し、日経で勉強するというものである。広告は、新聞を読む野々村に「草野さん、見てなさい」「黒柳さん、待ってなさい」「板東さん、笑ってなさい」という3種類のコピーがついていた。
2013年からは日立の企業CM（『日立はすべてを 地球のために』シリーズ）に限り、字幕台詞が付けられたCMが放送されるようになった。

## エピソード
当番組は重延浩（当番組の企画・プロデュースを担当）が電通の番組企画募集に応じた企画書から始まり、『セブンミステリー』という仮題が付いた。内容は「歴史に関するミステリーをクイズ形式で紹介するもの」 であり、重延が書いた企画書は電通からTBSを経て、日立に流れた。
番組スポンサーが日立製作所に決まった後、重延と日立の宣伝部長との間で議論が行われた。この時、当時の日立の宣伝部長は重延に「クイズ番組の数が16番組 あること」・「歴史をテーマとしたクイズを毎週放送することによって、番組そのものが続かないのではないか？」と指摘した。それを聞いた重延は「日本史だけでもテーマは100以上あり、世界には数多くの国があること」・「人がいるところには必ず歴史がある」と答えた。重延は日立の宣伝部長と議論した翌日に歴史テーマ案を100個書き加えた企画書を日立に提出した。この企画書に日立が関心を持ち、1986年4月19日 に『世界・ふしぎ発見!』 としてスタートした。なお、同番組の初回は草野がタキシードを着て番組を進行した。
当番組のレギュラー出演者、黒柳は当初、クイズ番組には出ないことを決めていたが、重延が「これはクイズというよりも、歴史の勉強です」と説得し、出演の決断を待つための期間（1週間）を設けた。この当時のエピソードを草野は、「『音楽』・『お芝居』・『パンダ』・『ユニセフ』に関しては他の人には絶対に負けない。でも、科学やスポーツをひも解くと自分自身で愕然としたこともあった」と振り返り、「このまま黒柳の人生を終わらせてはならない」と語っている。
黒柳が提示した条件は「出題テーマを事前に教えて欲しい」であった。番組側はそれを了承し、黒柳は当番組への出演を決断した。黒柳が出演を決断した理由は「1時間の番組の中で歴史の勉強ができる」と言われたことが、その理由となった。なお、当番組で着物を着る理由は「たぶんクイズに正解はできないだろう。でも、着物を着ていたら、（黒柳が出演していることが）分からないかもしれない」と語っている。ちなみに、黒柳の学生時代は教科書を墨で塗る時代（詳細は「墨塗り教科書」を参照）であったため、歴史の勉強をする機会はほぼ無かった。当番組に出演することになった黒柳は出題テーマに沿った本を図書館で借りている。過去には図書館内で問題を出題するスタッフと鉢合わせになったことがあった。
草野は2019年に受けたインタビューで、「すべての出演者に（収録の）1週間前にテーマだけを教えることを一貫して行ったが、あの忙しい黒柳さんが（中略）33年余りの間、1回もパスせずに自分で選んだ本で勉強するということを続けておられる」と語った。ちなみに、黒柳は放送1500回目（2018年12月20日収録、2019年1月19日放送）の収録時に行われた記者会見で「100歳まで仕事を続けていくつもりなので、この番組も続いていただければ、よろしくお願いします」とアピールしている。
当番組の開始当初はピラミッドなどの有名な世界遺産ばかりを追っていたが、その当時の視聴率（関東地区）は1回目（エジプト）が6.6%、2回目（メキシコ）は5.6%、3回目（インドネシア）は3.5%だった。
当番組の転機となったのは8回目 でタイの村を紹介したとき、納豆のようなもの（「トゥアナオ」のこと。どちらも大豆の発酵食品）を取り上げたことがその切っ掛けとなった。当時は「有名な世界遺産ばかりを追い、それをミステリーハンターがすべて理解しているように語る」という内容であったが、それが災いして注目度や視聴率の低迷にあえいだ。この当時のクイズは「ガリンペイロを賭ける」というルールを採用していたが、最初期のレギュラー解答者、和田がそれを多く賭けてしまうことが度々発生したため、エンターテイメントではなく賭けの要素が強くなってしまったこともその一因となった。なお、クイズのルールは放送開始後、わずか半年で変更が行われた（クイズのルールに関する詳細は先述）。
当時の日立の宣伝部長は「正しいと思っているなら、君たちの考えているようにやれ」 と重延を励まし、打開策を考えた重延は「歴史と遊ぶ」という原点に立ち返ることを決断し、ミステリーハンターの立場の見直し も行った。重延は後年、ミステリーハンターの件に関して以下のコメントを残している。
重延が考えた打開策は成功し、「ミステリーハンターが視聴者と同じ目線で旅をして発見・反応する姿」を放送したことで注目度や視聴率が上がった。視聴者と同じ目線で旅をするクイズ番組はこの当時、他のクイズ番組には無く、その内容を民放のレギュラー番組で続けることは非常にまれなことであった。
余談
- フジテレビのプロデューサー、横澤彪は重延に、「君のやっている『世界ふしぎ発見』は1番だと思うよ」と語った後、「みんな気づいていないけど、実は巧みに番組のスタイルをいつの間にか変えている。変化は、人に気づかれちゃダメで、実は知らないうちに変わっているというのが最高だと僕は思うよ。だから今君の番組が1番面白いよ」（ともに原文ママ）とほめている[53]。
- 2022年にインタビューを受けた重延は当番組のライバルを「NHKの教養番組」と語った後[53]、「『発見』を盛り込みつつ、視聴者に共感してもらうことを原点にした」と語ったうえで[53]、「トップ賞を取る人や賞品をもらうことには主眼を置いていない」と語っている[53]。
- 2016年に投稿した重延の公式ブログには「将来、北朝鮮を平和的に取材することが、私たちの夢なのです。どんな国にも人間の文明のすごさを正当に理解する人はいるはずですから。」（原文ママ）とつづっている[59]。

### ハプニングなど
- 1986年5月31日に放送した「古代ギリシャ パルテノンが地球を駆けめぐる」で走り幅跳びの問題[注 40] が出題され、その問題の正解を発表した後、草野は「ハルテーレス」という石のおもりを両手に持ち、古代オリンピックで行われていた走り幅跳びを実演した[注 41][61]。草野が実演した後、板東と野々村もチャレンジしたが、（この2人のチャレンジは）グダグダとなってしまい、黒柳が爆笑するシーンがあった。
- 1990年に番組名を模した書籍、『人体・ふしぎ発見 「他人の匂い」から「心の奥」まで』（著：高田明和）が講談社ブルーバックスから発売された[62]。同書は「からだ」をテーマにした医学書であり、当番組とは無関係である。当番組で医療がテーマとなった回の例として、2014年4月12日に放送した「健康大国の源流を探して お江戸の医学ワンダーランド！」が挙げられる（江戸時代の医療をテーマとしたもの）[63]。
- 1992年に放送した『マジカル頭脳パワー!!』（日本テレビ）の書き問題「マジカルミステリー劇場」での解答シーンで、解答者の所ジョージがスーパーヒトシ君人形に倣って作られた、『マジカル』の司会の板東英二に似せた特製の「スーパー板ちゃん」人形を出して、正解ならば得点が更に倍になるよう要求したことがある。このスーパー板ちゃんは3回の放送回でミステリー劇場での所の解答時に出され、3回目にはスーパー板ちゃんを出した後に「他局から借りてきた」と、本物のスーパーヒトシ君も出している。なお、スーパー板ちゃんが登場した3回の放送では、所はいずれもミステリー劇場で正解を出せていない（1回目の時におまけでボーナス10点が与えられたのみ）。
- 1994年5月7日に放送した「バンコク発 南タイゆき熱帯雨林エクスプレス」[注 42] と2021年11月6日に放送した「新！世界遺産 グレート・スパ 湯と炎と熱 大地に眠るミステリー」[64] で解答者全員がトップ賞を獲得した。
- 2005年8月6日[49][50][60] に放送した「第七の大陸 マダガスカル大冒険！」で野々村が初のパーフェクトを達成し、感涙した[49][50]。このパーフェクトを祝う記念パーティー[注 43] は同年9月20日に帝国ホテルの孔雀の間[60][65] で開かれた。このパーティーにはTBSの社長（当時）や野々村の家族も参加している[60]。なお、2006年1月26日に野々村が出演した同系列の番組『うたばん』にて、司会の石橋貴明と中居正広にこの件を軽くイジられてる。
- 2011年4月23日に放送した「セーシェル 楽園に埋められた海賊の財宝！」で全員全問不正解という珍事が発生した[66]。この珍事はレギュラー放送ではこの回が唯一であった。

### コラボレーション
2023年7月-9月（夏季編成）の『日曜劇場・VIVANT』と、双方の番組の事実を伏せて、事実上の間接コラボレーションとして、当番組に『VIVANT』の医師・薫役で出演した二階堂ふみと、警視庁サイバー犯罪対策課の捜査官・東条翔太役の濱田岳がミステリーハンターとして、モンゴルを取材、その模様が2023年9月16日に生放送された番組で紹介された。
当番組がドラマとコラボするのは38年の歴史で初めてのことで、『VIVANT』の制作班側から「モンゴルに対して恩返しをしたい」と同年4月に申し出があって、それをスタッフが承認、6月からドラマの収録の合間を縫って、二階堂のレポート・取材が行われた。

### 巡回展
スタジオセットなどを展示する巡回展が開催されることになり、愛知県犬山市のリトルワールド（野外民族学博物館）が初回会場となった。なお、同博物館で開催した巡回展の開催期間は2024年3月9日 - 同年6月30日であった。

## パロディ
世界サプリ発見!
2005年7月2日に放送した『脳内エステIQサプリ』（フジテレビ）で、本番組のパロディ問題が出題された。
謎のホームページ サラリーマンNEO
『サラリーマンNEO』（NHK）の単発放送時代、2005年に行われたニュースコント。本家のミステリーハンターの水沢蛍がコントで事件現場レポーター役に出演し、「この現場でいったい何をしているのでしょうか」と本家の番組同様に、クエスチョン（問題）を出題（SEも本家をパロディ化したものが流れた）。生瀬勝久が板東英二の真似をして本家の番組同様に解答した。
大泉洋の世界のふしぎ発見!
2001年10月31日に放送された『水曜どうでしょう』（北海道テレビ放送）の「ユーコン川160キロ 〜地獄の6日間〜」の第6夜で放送。出演者の大泉洋が、ミステリーハンター・草野・黒柳・板東のモノマネで番組のフォーマットそのままに道中で発見した「ふしぎ」を紹介する。
お茶の水 世界七ふしぎ発見!
2010年12月7日に放送した『お茶の水ハカセ』（TBS）内で放送。司会（マスター）は木梨憲武。アシスタントは出水麻衣（オリジナルと同じ）。オリジナルと同じセットを使用し、「ヒトシ君人形」のかわりに木梨をモデルにした「憲くん人形」及び「スーパー憲くん人形」を使用。- 解答者は草野仁（オリジナルの司会者）、野々村真（オリジナルのレギュラー）、大竹一樹、三村マサカズ、はいだしょうこ・森本慎太郎ペア、大島美幸・鈴木おさむペア、村上知子・黒沢かずこペアの7組。

世界ふしぎオハッケン
2010年12月24日に放送した『Oha!4 NEWS LIVE』（日本テレビ（日テレNEWS24））でクリスマス特別企画のコーナーとして放送。オープニングは本家オリジナルの物を流用。ルールは本家と一緒（ヒトシ君人形が番組マスコットのオハナにかわっただけ）。問題は日本テレビの海外局（ニューヨーク・パリ・カイロの特派員）からの「今年あった出来事」に関しての3択問題。司会進行は、曜日メーンキャスターの坂木萌子が担当。
ホストふしぎ発見
『中居正広の金曜日のスマたちへ』（TBS）で放送。司会は中居正広。ミステリーハンターは大竹しのぶ。2代目のセットと、当時のシンキングタイムの音楽と、中居をモデルとした「正広くん人形」「スーパー正広くん人形」を使用。ホスト業界に関するクイズを4問出題した。解答者は飯島愛、篠原涼子（ともに当時のレギュラー）ほか。
世界・ふしぎ発見!
2011年6月12日に放送した『クイズ☆タレント名鑑』（TBS）のコーナー、「芸能人！このオファー引き受けた？引き受けなかった？クイズ」内で放送。『草野仁の本人ボッシュート』が登場し、同オファーを受けた草野と（解答者役として）野々村が出演。「本番組の2代目解答席セット に座る野々村に草野が出題 し、野々村はスーパーヒトシ君人形（このシーンは初代のスーパーヒトシ君人形を使用）を賭けたが、不正解となった。その後、草野が『ボッシュート』と言うとスーパーヒトシ君人形に扮した草野（二役）がボッシュートされる。」という内容であった。VTR内で流れるオープニング映像（初代オープニングを短縮し、ハイビジョンで再制作したもの）やBGM（オープニングは初代、他は放送当時のもの）は本家で使われるものが流れた。セルフパロディを終えた草野はスタッフのインタビューに応じ、オファーを受けた理由とセルフパロディの感想を話している。
世界 お悩み発見!
2015年2月10日より、『バラいろダンディ』（TOKYO MX）の火曜コーナーとして放送。タイトルロゴは本家に似せているが、内容としてはお悩み相談のコーナーである。火曜日のレギュラーコメンテーター（ダンディ）として、本家の元レギュラーである板東英二が出演している（他には中島知子（元オセロ）、武井壮が出演）。
変態ふしぎ発見
2015年7月8日に放送した『そんなバカなマン』（フジテレビ）内で放送。VTR明けのBGMは本家にほぼ似せたものが使われた。またヒトシ君人形の代わりに局部を露出した人形（放送上はぼかしが入った）が使われた。本家におけるミステリーハンターの役として「変態ハンター」を南條早紀が担当。過去の変態事件に関するクイズ3題を番組レギュラーのバナナマンの2人とバカリズムが解答した。
新世界 ふしぎ発見!
2016年10月6日に放送された『秘密のケンミンSHOW 10年目突入SP!東西焼きそば対決&大阪新世界の謎』（読売テレビ）内で放送。タイトルも本家にほぼ似せたものが使われたほか、VTR中のBGMは本家で使われるものが流れた。
2023年12月6日に放送された『これ余談なんですけど・・・』（朝日放送テレビ）に草野・武井壮・おいでやす小田がゲスト出演した時はほぼ同名のパロディ（正式名称は「草野仁への挑戦状！“新世界”ふしぎ発見」）が放送された。内容は「新世界で見つけたふしぎな人の問題を草野に出題する」であった。なお、草野は同番組で『日立 世界・ふしぎ発見!』の裏話（黒柳の出演に関すること）を語っている。
視聴率ふしぎ発見!
2017年4月22日に放送した『ジョブチューン アノ職業のヒミツぶっちゃけます! 人気司会者＆俳優女優が集結！テレビの裏側ぶっちゃけ3時間SP』（TBS）で、通常版が放送される21時台になって「視聴率」に関するコーナーで放送された。草野はこの回の『ジョブチューン』にゲスト出演したが、このコーナーだけはネプチューンに代わって司会を担当した。ミステリーハンターは白石みきが担当。
トイレ!ふしぎ発見
2021年1月23日に放送した『有吉のお金発見 突撃!カネオくん』（NHK）内で2020年10月31日放送分の未公開として放送。世界の変わったトイレを紹介しており、BGMは本家ので使われるものが流れ、番組MCである有吉弘行に突っ込まれた。カネオくんの声を演じている千鳥ノブ曰く、テレビを見ていたらいい曲だと思ったため使ってしまったことが語られている。本家の司会者である草野も2023年1月と10月にゲスト出演した。
世界 いさん発見!
2021年2月9日に放送された『猫のひたいほどワイド』（テレビ神奈川（tvk））内のコーナー。世界遺産検定に合格している根岸佑輔（tvkアナウンサー） が、世界遺産を紹介するコーナー。タイトルや演出も本家にほぼ似せたものが使われたほか、根岸がヒトシ君人形のような帽子を着用していた。
世界もっとふしぎ発見!
2021年5月2日に放送した『そこまで言って委員会NP』（読売テレビ）内で放送。ロシアや中国、北朝鮮の秘密結社について紹介し、本家のBGMが使われた。
クイズ!世界ますだ発見!
2021年5月29日に放送した『サタデープラス』（毎日放送製作全国ネット）内で放送。タイトルやシンキングタイムに入る前のBGMは、本家に似せたものが使われた。なお、ミステリーハンター相当の役は増田明美、解答者はアンミカ。
クイズ遠野ふしぎ再発見!
遠野文化研究センターが『遠野物語』発刊110周年を記念にYouTubeチャンネル『遠野物語110チャンネル』にて配信された動画 で、遠野物語にまつわるクイズを出題。また、ヒトシ君人形代わりに河童の人形に変わっている。
ロケットふしぎ発見!
2022年11月29日の『おはスタ』（テレビ東京）内のコーナー。『小学一年生』（番組のメインスポンサーである小学館が刊行している雑誌）とのタイアップ企画で、ロケットにまつわるクイズを出題。テーマソング、ルールなどは本番組の流用だが、ヒトシ君人形がすばにぃ（番組司会者の声優・木村昴）人形に変わった。
セレブ深澤の世界おかね発見!
Snow Manの冠番組『それSnow Manにやらせて下さい』（TBSテレビ）内のコーナー。「三度のメシよりお金が大好き」と公言する深澤辰哉がミステリーハンターならぬ「マネーハンター」として本当のセレブしか入れない超一流スポットに潜入し、そのお金事情を徹底的に調査するというものである。なお、BGMは全て本家と同じものが流用されている。VTRの途中で幾度か出題されるお金に関係するクイズにSnow Manらスタジオ出演者が答え、正解数が一番多かった出演者はヒトシくん人形の代わりに"紹介した施設の無料招待券"などの豪華な景品をゲットできる。
ひるおびふしぎ発見!
2024年9月5日放送の『ひるおび』（TBSテレビ）「トレンドの現場」（午前枠）で放送。「特別史跡 埼玉古墳群」（埼玉県行田市）を紹介するコーナーであり、ミステリーハンター相当の役に、本家でもミステリーハンターを担当したことがある古谷有美（TBSアナウンサー）が担当した。また、番組冒頭直後に流れたBGMは、本家と同じものが使われたほか、クエスチョンタイムと正解発表時のSEは、本家のアレンジバージョンが使われた。

## 関連番組
- 村長さんに聞いてみた!ウチの村は日本一  - テレビ大阪（テレビ東京系列）制作の特別番組。草野・岡田と王林が出演。村民の生活やユニークな取組みを調査し、村の秘密を解明する。
- 世界衝撃映像100連発 カメラが見た劇的瞬間  - TBS系列で不定期に放送されている特別番組。第12回（2014年11月12日放送）より草野が司会を務めている。また、第36回（2020年8月23日放送）には岡田がゲストパネラーとして出演した。